# Diadelia lineolata
Diadelia lineolata là một loài bọ cánh cứng trong họ Cerambycidae.